# DJ Kryst-Off
DJ Kryst-Off, pseudonimo di Christophe Schaendel (Betschdorf, 18 aprile 1978), è un disc jockey e produttore discografico francese.
È conosciuto anche come DJ Zorneus.

## Discografia
Music Is My Life (2012)
1. Music Is My Life (Hollywoodz Superstarz Deejayz Remix Edit)
2. Music Is My Life (MG Traxx Remix Edit)
3. Music Is My Life (Money-G Club Edit)
4. Music Is My Life (Zorneus & Breaker Vocal Club Remix Edit)
5. Music Is My Life (Zorneus & Breaker Club Remix Edit)
6. Music Is My Life (Hollywoodz Superstarz Deejayz Remix)
7. Music Is My Life (MG Traxx Remix)
8. Music Is My Life (Money-G Club Mix)
9. Music Is My Life (Zorneus & Breaker Vocal Club Remix)
10. Music Is My Life (Zorneus & Breaker Club Remix)

Out Of My Mind (Main Bundle) (2013)
1. Out Of My Mind (Video Edit)
2. Out Of My Mind (DJ Boy Rackers Remix Edit)
3. Out Of My Mind (Radio Edit)
4. Out Of My Mind (Hollywoodz Superstarz Deejayz Remix Edit)
5. Out Of My Mind (Relax On The Beach @ Mallorca Edit)
6. Out Of My Mind (Keywest Brothers Remix Edit)
7. Out Of My Mind (DJ Boy Rackers Remix)
8. Out Of My Mind (Extended Mix)
9. Out Of My Mind (Hollywoodz Superstarz Deejayz Remix)
10. Out Of My Mind (Keywest Brothers Remix)

Out Of My Mind (Remix Bundle) (2013)
1. Out Of My Mind (Special D. Remix Edit)
2. Out Of My Mind (Zorneus & Breaker Remix Edit)
3. Out Of My Mind (Wolfie Remix Edit)
4. Out Of My Mind (Special D.. Remix)
5. Out Of My Mind (Zorneus & Breaker Remix)
6. Out Of My Mind (Wolfie Remix)

Ma Belle (Main Bundle) (2013)
1. Ma Belle (Radio Edit)
2. Ma Belle (Silence Edit)
3. Ma Belle (Vortex Remix Edit)
4. Ma Belle (Vortex Pumping Edit)
5. Ma Belle (Extended Mix)
6. Ma Belle (Silence Mix)
7. Ma Belle (Vortex Remix)
8. Ma Belle (Vortex Pumping Mix)

Ma Belle (Remix Bundle) (2013)
1. Ma Belle (Money-G Remix Edit)
2. Ma Belle (Money-G Instrumental Edit)
3. Ma Belle (Hollywoodz Superstarz Deejayz Remix Edit)
4. Ma Belle (KeyWest Brothers Remix Edit)
5. Ma Belle (Money-G Remix)
6. Ma Belle (Money-G Instrumental Mix)
7. Ma Belle (Hollywoodz Superstarz Deejayz Remix)
8. Ma Belle (KeyWest Brothers Remix)

Natural (2013)
1. Natural (Radio Mix)
2. Natural (Instrumental Edit)
3. Natural (Storm Mix Edit)
4. Natural (Storm Instrumental Edit)
5. Natural (Storm Club Mix)
6. Natural (Storm Instrumental Mix)
7. Natural (Vortex Club Mix)

Go Insane (Main Bundle) (2013)
1. Go Insane (Original Edit)
2. Go Insane (Live Edit)
3. Go Insane (Original Mix)
4. Go Insane (Live Mix)

Go Insane (Remix Bundle) (2014)
1. Go Insane (Reloaded Edit)
2. Go Insane (Handzup Edit)
3. Go Insane (Old School Edit)
4. Go Insane (Reloaded Mix)
5. Go Insane (Handzup Mix)
6. Go Insane (Old School Mix)

This Is My House (Main Bundle) (2014)
1. This Is My House (Highlands Club Edit)
2. This Is My House (Original Edit)
3. This Is My House (Silence Edit)
4. This Is My House (Highlands Club Mix)
5. This Is My House (Original Mix)
6. This Is My House (Silence Mix)

This Is My House (Remix Bundle) (2014)
1. This Is My House (Handzup Edit)
2. This Is My House (Zorneus & Breaker Edit)
3. This Is My House (Handzup Mix)
4. This Is My House (Zorneus & Breaker Mix)

I Look To The Sky (2014)
1. I Look To The Sky (Radio Edit)
2. I Look To The Sky (Zorneus & Breaker Edit)
3. I Look To The Sky (Extended Mix)
4. I Look To The Sky (Zorneus & Breaker Mix)

Never Stop! (2014)
1. Never Stop! (Radio Edit)
2. Never Stop! (Zorneus & Breaker Edit)
3. Never Stop! (Extended Mix)
4. Never Stop! (Zorneus & Breaker Mix)